# Các bảng xếp hạng Heatseekers
Các bảng xếp hạng Heatseekers là bảng xếp hạng âm nhạc "Break and Entering" được công bố hàng tuần của tạp chí Billboard. Các bảng xếp hạng Heatseekers Albums và Heatseekers Songs đã được Billboard giới thiệu vào năm 1991 với mục đích của làm nổi bật doanh số các sản phẩm âm nhạc của những nghệ sĩ mới và những nghệ sĩ có triển vọng. Album và bài hát xuất hiện trên Heatseeker cũng có thể đồng thời xuất hiện trên Billboard 200 hay Billboard Hot 100.

## Bảng xếp hạng album
Bảng xếp hạng Heatseekers Albums gồm có 25 vị trí được xếp hạng dựa theo dữ liệu doanh thu từ Nielsen SoundScan và cụm từ "nghệ sĩ mới và có triển vọng" được xác định dựa vào hiệu suất trên bảng xếp hạng từng đạt được của nghệ sĩ. Nếu nghệ sĩ đã từng có một album bước vào top 100 của Billboard Top 200, hoặc top 10 của bất cứ bảng xếp hạng Top R&B/Hip-Hop Albums, Country Album, Latin Albums, Christian Albums, Gospel Album, album đó và cả các album sau này không còn đủ điều kiện để được xếp hạng trên Heatseekers Albums. Điều này có nghĩa là một nghệ sĩ vẫn có thể được xem như là "mới và có triển vọng" trong nhiều năm, thậm chí là nhiều thập kỷ; The Tragically Hip đã được gia nhập bảng xếp hạng Heatseekers Albums 10 lần trong khoảng thời gian từ năm 1992 đến năm 2016, nhưng họ vẫn còn bị xem là "nghệ sĩ mới và có triển vọng" vì họ chưa có bất kì album nào lọt vào bảng xếp hạng Billboard's Top 100.
Nhiều nghệ sĩ đã hoàn toàn bỏ qua bảng xếp hạng Top Heatseekers bằng việc ra mắt với vị trí 100 hoặc cao hơn ngay trên bảng xếp hạng Billboard 200.

## Bảng xếp hạng bài hát
Bảng xếp hạng Heatseekers Songs bao gồm 25 vị trí, đánh giá dựa vào tổ hợp phép đo phát sóng Nielsen BDS, doanh số trên Nielsen SoundScan và hoạt động streaming lấy từ các trang nghe nhạc trực tuyến. Giống với Heatseekers Albums, cụm từ "nghệ sĩ mới và có triển vọng" cũng được xác định dựa trên hiệu suất trên bảng xếp hạng trước đây của nghệ sĩ. Một bài hát của nghệ sĩ sẽ không còn đủ điều kiện xuất hiện trên bảng xếp hạng Heatseekers Songs khi nghệ sĩ có bất kì bài hát nào đã từng lọt vào top 50 trên bảng xếp hạng Billboard Hot 100 trước đó (hoặc có một bài hát phát trên radio trước ngày 5 tháng 12 năm 1998).